# Ide Anak Agung Gde Agung

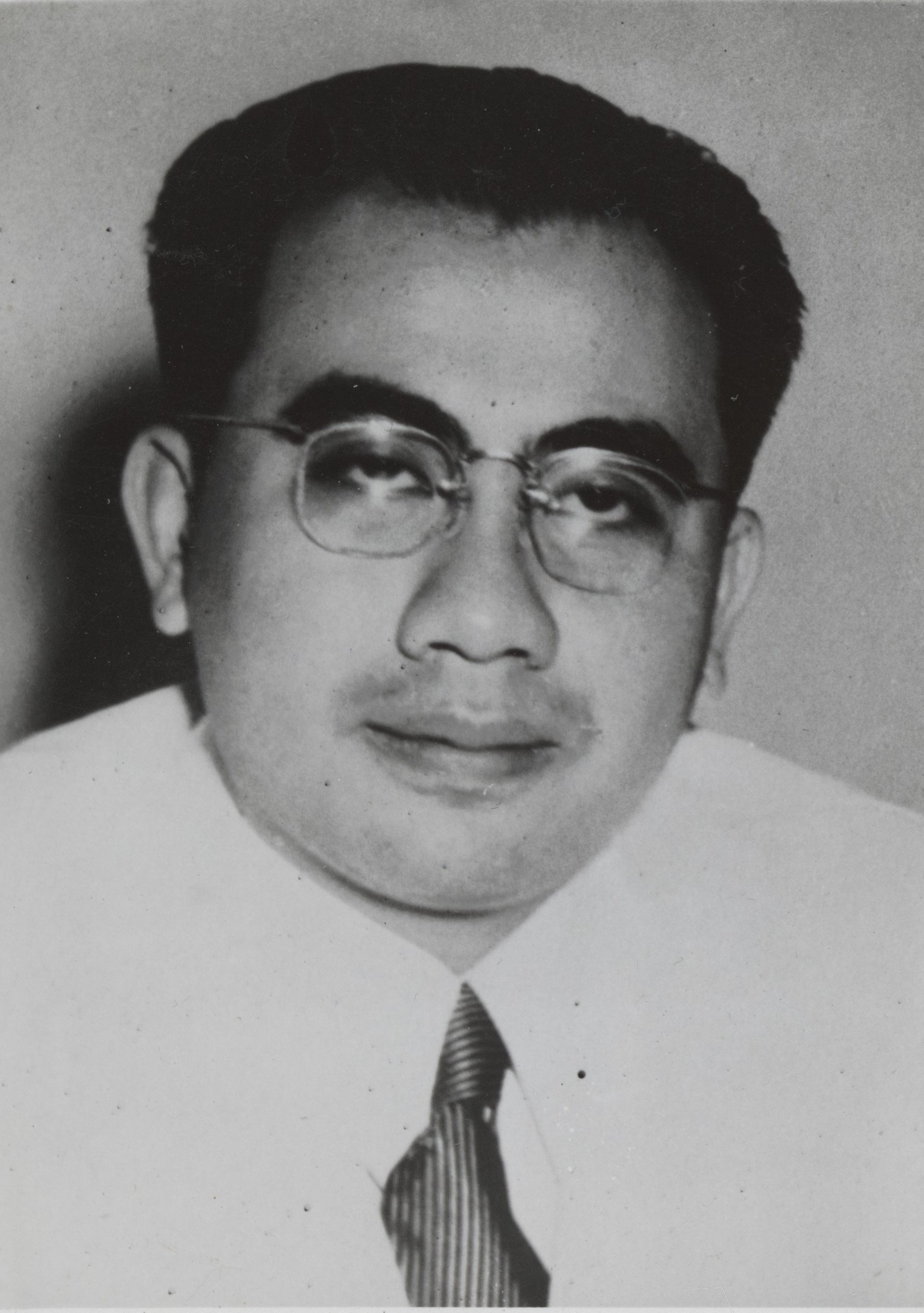
Ide Anak Agung Gde Agung in Ronde Tafel Conferentie (1948)

Ide Anak Agung Gde Agung (Gianyar (Bali, 21 juli 1921 – Gianyar, 22 april 1999) was een Indonesisch politicus en diplomaat. 
Ide Anak Agung Gde Agung werd geboren in Gianyar op het eiland Bali in het toenmalig Nederlands-Indië als zoon van de vorst van Gianyar, die hij later opvolgde. Na de lagere school in Klungkung op Bali en de HBS te Malang studeerde hij aan de Rechtshogeschool van Batavia (het tegenwoordige Jakarta). Na zijn kandidaatsexamen moest hij zijn studie afbreken vanwege de Japanse bezetting (1941). Pas in 1950 behaalde hij zijn meestertitel.
Na de proclamatie van de Republik Indonesia op 17 augustus 1945 nam hij actief deel aan het politieke leven in Indonesië. In 1946 werd hij lid van de Paruman Agung (vertegenwoordiging van het eiland Bali) en nam hij deel aan de conferentie van Malino als vertegenwoordiger van Bali. In december 1946 werd hij gekozen als vertegenwoordiger van Bali op de conferentie van Denpasar, waar op 24 december de (deel)staat Oost-Indonesië (Negara Indonesia Timur) tot stand kwam.

## Politicus
In het eerste kabinet van Oost-Indonesië (Najamuddin) werd hij benoemd tot minister van Binnenlandse Zaken. Later werd hij minister-president (1947-1949). In deze functie bewerkstelligde hij een toenadering (synthesepolitiek) tot de Republik Indonesia (Soekarno/Hatta). Het resultaat was dat de deelstaat werd erkend door de Republik. 
Na de twee politionele (militaire) acties speelde hij een belangrijke bemiddelende rol tussen de Republik Indonesia en Nederland. Het resultaat was dat de Republiek akkoord ging met een rondetafelconferentie en Nederland met de terugkeer van de Republikeinse regering naar Jogjakarta.
Als een van de vertegenwoordigers van de federale deelstaten, had hij een belangrijk aandeel in de Rondetafelconferentie, waar met Nederland werd overlegd over de soevereinteitsoverdracht. Na de soevereiniteitsoverdracht in december 1949 benoemde Soekarno hem samen met dr. Mohammed Hatta, sultan Hamengkoeboewono IX en sultan Hamid II van Pontianak als formateur van het eerste kabinet van de onafhankelijke Verenigde Staten van Indonesië (VSI). Hij was vervolgens minister van binnenlandse zaken in dit VSI-kabinet.

## Diplomaat
Anak Agung werd vervolgens tot ambassadeur in Brussel benoemd. Tevens  werd hij belast met de leiding van de ambassade in Lissabon. In 1953 werd hij overgeplaatst naar Parijs, waar hij tot april 1955 ambassadeur was. Gedurende zijn ambtsperiode als diplomatiek vertegenwoordiger nam hij deel aan verschillende internationale conferenties zoals die over Indo-China in 1954 in Genève, waar hij als waarnemer optrad. In 1955 werd hij teruggeroepen naar Jakarta, waar hij op het ministerie van Buitenlandse Zaken ging werken. In augustus van dat jaar werd hij minister van Buitenlandse Zaken van Indonesië in het kabinet Burhannudin Harahap.

## Gevangenschap
In 1959 ontbond president Soekarno het parlement en voerde de Geleide Democratie in. Anak Agung verzette zich hiertegen, omdat het volgens hem een verkapte dictatuur was. Dat werd niet geaccepteerd door Soekarno en in januari 1962 werd hij samen met andere politieke leiders zoals Soetan Sjahrir en Mohamad Roem, gearresteerd en zonder vorm van proces in Madiun gevangengezet. Pas na de val van het regime Soekarno werden ze in vrijheid gesteld.

## Opnieuw diplomaat
In 1970 werd Anak Agung benoemd tot ambassadeur in Wenen. In die functie was hij tevens belast met de permanente vertegenwoordiging van Indonesië bij de International Atomic Energy Agency en de United Nations Industrial Organisation. In december 1974  werd hij naar Jakarta teruggeroepen en benoemd tot speciaal adviseur van de minister van Buitenlandse Zaken.
In 1978 werd hij door het Netherlands Institute for Advanced Studies (NIAS) uitgenodigd om voor een jaar als "fellow" op dit instituut te verblijven en op die manier in de gelegenheid gesteld archiefonderzoek te doen voor zijn dissertatie over de Renville-overeenkomst als keerpunt in de Nederlands-Indonesische onderhandelingen. Op 2 mei 1980 is hij hierop gepromoveerd.
Ide Anak Agung gde Agung is 22 april 1999 overleden. Op 9 november 2007 werd hem de titel van Nationale held van Indonesië toegekend door president Susilo Bambang Yudhoyono.